# Коннерсвілл (Індіана)
Коннерсвілл (англ. Connersville) — місто (англ. city) в США, в окрузі Файєтт штату Індіана. Населення — 13 324 особи (2020).

## Географія
Коннерсвілл розташований за координатами 39°39′29″ пн. ш. 85°8′30″ зх. д. / 39.65806° пн. ш. 85.14167° зх. д. (39.658023, -85.141747).  За даними Бюро перепису населення США в 2010 році місто мало площу 20,10 км², з яких 20,06 км² — суходіл та 0,04 км² — водойми.

## Демографія
Згідно з переписом 2010 року, у місті мешкала 13 481 особа в 5582 домогосподарствах у складі 3506 родин. Густота населення становила 671 особа/км².  Було 6450 помешкань (321/км²).
Расовий склад населення:
| - 95,7 % — білих - 2,1 % — чорних або афроамериканців - 0,3 % — азіатів - 0,2 % — корінних американців |

До двох чи більше рас належало 1,3 %. Частка іспаномовних становила 1,0 % від усіх жителів.
За віковим діапазоном населення розподілялося таким чином: 24,2 % — особи молодші 18 років, 58,1 % — особи у віці 18—64 років, 17,7 % — особи у віці 65 років та старші. Медіана віку мешканця становила 39,4 року. На 100 осіб жіночої статі у місті припадало 91,0 чоловіків;  на 100 жінок у віці від 18 років та старших — 87,7 чоловіків також старших 18 років.
Середній дохід на одне домашнє господарство  становив 44 840 доларів США (медіана — 32 190), а середній дохід на одну сім'ю — 53 481 долар (медіана — 40 223). Медіана доходів становила 37 316 доларів для чоловіків та 30 095 доларів для жінок. За межею бідності перебувало 24,1 % осіб, у тому числі 35,0 % дітей у віці до 18 років та 8,0 % осіб у віці 65 років та старших.
Цивільне працевлаштоване населення становило 4864 особи. Основні галузі зайнятості: освіта, охорона здоров'я та соціальна допомога — 25,1 %, виробництво — 21,3 %, мистецтво, розваги та відпочинок — 12,6 %, роздрібна торгівля — 12,3 %.